# Arteriviridae
Arteriviridae és una família de virus d'ARN de cadena positiva amb embolcall de l'ordre Nidovirales que infecten vertebrats. Els organismes hostes inclouen èquids, porcs, zarigües, primats no humans i rosegadors. La família inclou, per exemple, el virus de l'arteritis equina en cavalls que causa malalties respiratòries lleus a greus i insuficiència reproductiva, virus de la síndrome reproductiva i respiratòria porcina tipus 1 i tipus 2 en porcs que causa una malaltia similar, virus de la febre hemorràgica simia que provoca una febre altament letal, un virus que eleva la lactat deshidrogenasa que afecta els ratolins i el virus de la malaltia de la zarigüeya.